# Lasionycta macleani
Lasionycta macleani är en fjärilsart som beskrevs av Mcdunnough 1927. Lasionycta macleani ingår i släktet Lasionycta och familjen nattflyn. Inga underarter finns listade i Catalogue of Life.

## Bildgalleri

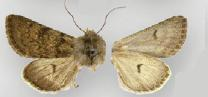